# Harez Habib
Harez Arian Habib, född 20 februari 1982, är en tysk-afghansk fotbollsspelare som för närvarande spelar för BC Sport Kassel.

## Internationell karriär
Habib gjorde sitt första internationella mål i Afghanistan mot Sri Lanka i SAFF 2008. Habib har gjort tre mål i landslaget, de andra också i SAFF 2008 mot Bangladesh och Bhutan.